# 仙台ロイヤルパークホテル
仙台ロイヤルパークホテル（せんだいロイヤルパークホテル）は、仙台市泉区寺岡にある高級ホテル。三菱地所グループのロイヤルパークホテルズの1つである。

## 概要
三菱地所が開発した泉パークタウンのタウンセンター地区に、三菱地所グループのロイヤルパークホテルズの1つとして1995年（平成7年）4月8日開業。ホテルメトロポリタン仙台と並び高級ホテルの1つに数えられ、ウェスティンホテル仙台が開業した現在も一定の地位を保っている。天皇・皇后も利用する。客室は地上1階から7階、全110室。また、宴会場が6部屋ある。
ヨーロッパのマナー・ハウス（カントリー・ハウス）をイメージした造りとなっており、南側の洋風庭園を囲むように建物が配置され、建物の北側に車寄せ（ポーチ）がある。
2008年（平成20年）、隣接地に仙台泉プレミアム・アウトレットおよび泉パークタウン タピオが開業した（いずれも三菱地所グループ）。

## レストラン・設備
- オールデイダイニング　シェフズテラス※
- 鉄板焼　七つ森
- 中国料理　桂花苑※
- ロビーラウンジ　フォンテーヌ

※の付いているレストランは個室があり、そこでさまざまなプランを組み食事をすることが可能。

## 沿革

### 年表
- 1988年（昭和63年）3月1日、泉市が仙台市に編入され、泉パークタウンも仙台市内になる。
- 1989年（平成元年）4月1日、仙台市が政令指定都市に移行。泉パークタウンは泉区内となる。
- 1991年（平成3年）12月13日、泉パークタウン・タウンセンター地区の都市計画決定[2]。
- 1993年（平成5年）、仙台ロイヤルパークホテル開業準備室を仙台市に開設[3]。
- 1994年（平成6年）4月、予約開始[3]。
- 1995年（平成7年）
  - 1月、ホテルの建物が竣工[4]。
  - 4月8日、泉パークタウン・タウンセンター地区に「仙台ロイヤルパークホテル」開業。
- 2002年（平成14年）
  - 5月22日～6月11日、FIFAワールドカップ日韓大会において仙台スタジアムを中心にキャンプをしたサッカーイタリア代表が宿泊し、当ホテルは「イタリア代表の家」を意味する「カーザ・アズーリ」と呼ばれた[5][6][7]。
  - 6月17日、宮城スタジアムで6月18日に開催される日本対トルコに出場するサッカー日本代表が宿泊。
  - 9月22日、テレビ朝日系列『SmaSTATION!!』が放送開始1周年を記念して当ホテルから生放送された[8]。出演：香取慎吾、森公美子、山寺宏一。
- 2008年（平成20年）10月16日、隣接地に「仙台泉プレミアム・アウトレット」および「泉パークタウン タピオ」開業。
- 2011年（平成23年）
  - 3月11日、東北地方太平洋沖地震（東日本大震災）で被災し、営業休止。
  - 9月1日、営業再開。

## アクセス
- 泉中央駅および仙台駅から送迎バスが運行している。
- E4 東北道 泉ICから車で約10分。泉PAスマートICから車で約5分。